# Dermatobranchus striatus
Dermatobranchus striatus is een slakkensoort uit de familie van de Arminidae. De wetenschappelijke naam van de soort is voor het eerst geldig gepubliceerd in 1824 door van Hasselt.